# Legea lui Sturgeon
Legea lui Sturgeon (sau revelația lui Sturgeon) este un aforism care spune că „nouăzeci la sută din orice este o prostie”. Această zicală a fost inventată de Theodore Sturgeon, un autor american de științifico-fantastic. Aforismul a fost inspirat de observația lui Sturgeon că, în timp ce științifico-fantasticul a fost adesea luat în derâdere de către critici pentru calitatea sa scăzută, majoritatea exemplelor de lucrări din alte domenii puteau fi văzute în egală măsură ca fiind de calitate scăzută. Prin urmare, SF nu e diferit în această privință de alte genuri literare.

## Istorie
Voltaire exprimă o idee similară în povestirea Le Monde comme il va, publicată în 1748:
„Ați citit niște lucruri foarte josnice [...], dar în toate timpurile, în toate țările și în toate genurile, răul abundă, iar binele este rar.”
 O zicală similară apare și în The Light That Failed de Rudyard Kipling, publicat în 1890.
„Patru cincimi din munca tuturor trebuie să fie proastă. Dar rămășița merită osteneala de dragul ei.”

Prima referire scrisă la această zicală este în numărul din septembrie 1957 al revistei Venture:
„Și de asta atârnă revelația lui Sturgeon. A avut revelația că [science fiction-ul] este într-adevăr nouăzeci la sută o prostie, dar că, de asemenea, — Eureka!— nouăzeci la sută din tot este o prostie . Toate lucrurile – mașini, cărți, brânzeturi, coafuri, oameni și ace sunt, pentru ochiul expert și cu discernământ, nebunești, cu excepția zecimii acceptabile care se întâmplă să ne placă fiecăruia.”
 Zicala apare din nou în numărul din martie 1958 al revistei Venture, unde Sturgeon a scris:
„În acest sens, repet Revelația lui Sturgeon, care mi-a fost smulsă după douăzeci de ani de apărare obositoare a SF-ului împotriva atacurilor oamenilor care au folosit cele mai proaste exemple din domeniu pentru muniție și a căror concluzie a fost că nouăzeci la sută din SF. este o prostie. Revelatia:
Nouăzeci la sută din orice este o prostie.
Corolarul 1: Existența unor cantități imense de gunoi în science fiction este admisă și este regretabilă; dar nu este mai nefiresc decât existența gunoiului oriunde.

Corolarul 2: Cea mai bună ficțiune științifico-fantastică este la fel de bună ca și cea mai bună ficțiune din orice domeniu. 
Potrivit lui Philip Klass (William Tenn), Sturgeon a făcut această remarcă în jurul anului 1951, la o discuție la Universitatea din New York la care a participat Tenn.  Declarația a fost ulterior inclusă într-o discuție pe care Sturgeon a susținut-o la o sesiune din Convenției Mondiale de Science Fiction din 1953 din Philadelphia.
În 2013, filozoful Daniel Dennett a susținut legea lui Sturgeon ca fiind unul dintre cele șapte instrumente ale gândirii critice.  „90% din toate este sunt prostii. Este adevărat, fie că vorbiți despre fizică, chimie, psihologie evoluționistă, sociologie, medicină — alegeți orice domeniu — muzică rock, country western. 90% din toate sunt prostii.” Reintroducerea zicalei către un public modern a s-a bucurat de o primire pozitivă, conform lui Dennett. 

## Legea originală a lui Sturgeon
Sturgeon a considerat că legea lui Sturgeon înseamnă „nimic nu este întotdeauna absolut așa” în povestea „The Claustrophile” dintr-un număr din 1956 al revistei Galaxy .  A doua zicală, redată în mod diferit ca „nouăzeci la sută din tot este o prostie ” sau „nouăzeci la sută din tot este o prostie”, a fost cunoscută sub numele de „Revelația Sturgeon”, formulată ca atare în coloana sa de recenzii de carte pentru Venture în 1957. Cu toate acestea, aproape toate utilizările moderne ale termenului legea lui Sturgeon se referă la a doua variantă, inclusiv definiția listată în dicționarul englez Oxford . 